# یورگن شولت
یورگن شولت (انگلیسی: Jürgen Schult؛ زادهٔ ۱۱ مهٔ ۱۹۶۰) یک ورزشکار اهل آلمان است.